# كلير شيرمان
كلير شيرمان (بالإنجليزية: Claire Sherman)‏ هي رسامة أمريكية، ولدت في 1981 في أوبرلين في الولايات المتحدة.